# Airmax Muzik
Airmax Muzik ist das zweite Mixtape des Rappers Fler. Es erschien am 2. Februar 2007 über das Independent-Label Aggro Berlin. Wie Flers erstes Mixtape F.L.E.R. 90210, ist auch Airmax Muzik von DJ Desue gemixt worden. Als Host konnte der Berliner den aus Manhattan stammenden Hip-Hop-Musiker DJ Kayslay gewinnen. Im September 2009 wurde bekannt gegeben, dass das Mixtape durch die Bundesprüfstelle für jugendgefährdende Medien indiziert worden ist.
2011 veröffentlichte Fler sein sechstes reguläres Soloalbum mit dem Namen Airmax Muzik II.

## Allgemeine Infos
Der Titel bezieht sich auf den von Nike produzierten Laufschuh Air Max, welcher seit 1987 produziert wird und insbesondere in der Hip-Hop-Szene populär ist.
Die Lieder des Albums sind dem Bereich des Battle-Raps zuzuordnen. Anders als bei Trendsetter und Neue Deutsche Welle verzichtet Fler auf persönliche Songs. Inhaltlich antwortet Fler auf diversen Stücken auf Diss-Lieder, welche von Rap-Kollegen in den vorangegangenen Monaten gegen Fler gerichtet worden sind. Der Rapper greift unter anderem Bushido, D-Irie, Raptile und Baba Saad an.

## Titelliste
1. DJ Desue & DJ Kay Slay - Intro – 0:49
2. Airmax Muzik – 2:06
3. LMS – 2:50 (Indizierungsgrund)
4. Jungs im Viertel 2007 – 4:29
5. Wie ein Adler (feat. Shizoe) – 3:42
6. Gangster Politik – 2:55
7. Fick dich, bezahl mich – 2:58 (Indizierungsgrund)
8. 100 Bars – 3:13
9. Blutbad – 1:40
10. Nochmal 100 Bars – 3:31
11. Was is Beef? (feat. Sido & Alpa Gun) – 4:13
12. A.G.G.R.O. Flow – 3:10
13. Berlin Flair – 2:52
14. Wenn die guten früh sterben!? – 3:10
15. Clap Clap (Ein Messer im Bauch) – 2:28 (Indizierungsgrund)
16. Berlin Zoo (feat. Massiv) – 3:32
17. Voll Assi Flair (feat. G-Hot & Frauenarzt) – 4:33
18. Wer will Stress? (feat. Massiv) – 4:04
19. Ich ticke am Block – 3:26
20. Disswut (feat. Dissput) – 3:03
21. Pop-Muzik (feat. G-Hot) – 3:47
22. Das is los! (feat. Alpa Gun & Bass Sultan Hengzt) – 4:28
23. DJ Kay Slay Outro – 0:50

## Gastbeiträge

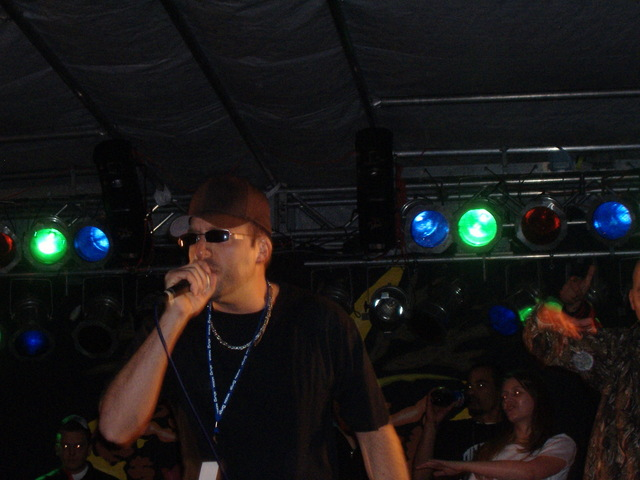
Rapper Frauenarzt

Airmax Muzik enthält eine Vielzahl an Gastbeiträgen deutscher Hip-Hop-Musiker. Diese sind ausnahmslos Berliner Rapper. Der im Jahr 2007 von Horrorkore Entertainment zu Sony BMG gewechselte Rapper Massiv und Sektenmuzik-Mitglied Alpa Gun sind mit je zwei Gastauftritten auf dem Mixtape präsent. Als Vertreter des Labels Aggro Berlin sind Sido auf dem Lied Was is Beef? und G-Hot auf den Stücken Pop-Muzik und Voll Assi Flair zu hören. Des Weiteren sind die Rapper Frauenarzt und Bass Sultan Hengzt mit je einem Beitrag auf Airmax Muzik vertreten. Der Sänger Shizoe, welcher mit Fler bereits für das Album Trendsetter zusammengearbeitet hat, singt den Refrain des Lieds Wie ein Adler. Erstmals auf einer Veröffentlichung des Independent-Labels Aggro Berlin ist das Duo Dissput auf Disswut vertreten.

## Produktion

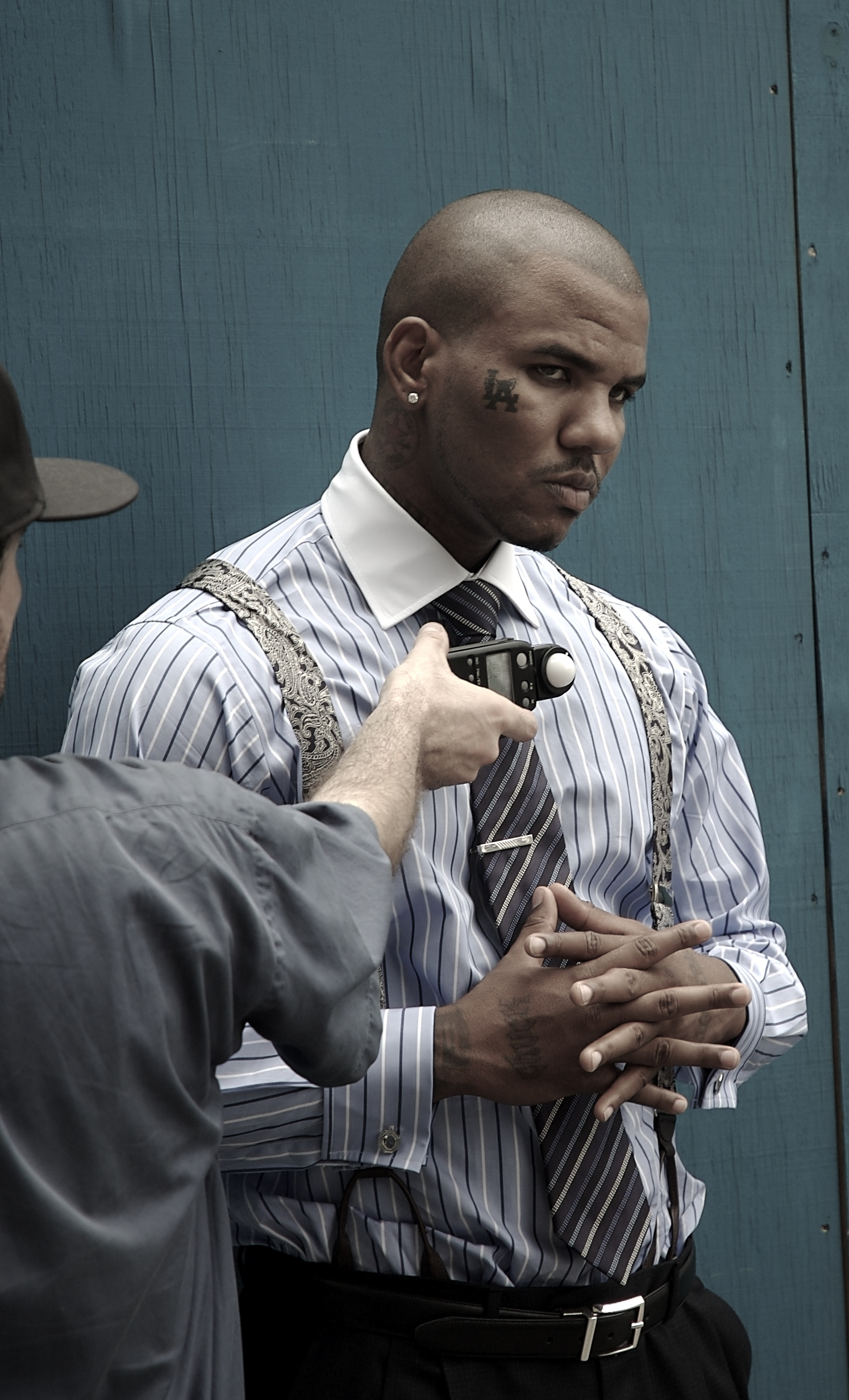
Rapper The Game (2006)

An der Produktion des Mixtapes waren die deutschen Hip-Hop-Musiker DJ Desue, Montana Beatz, Tai Jason und Shuko beteiligt. DJ Desue produzierte das Lied Wer will Stress?. Shuko steuerte die Beats zu den Stücken Jungs im Viertel, Wie ein Adler, Gangster Politik, Wenn die guten früh sterben und Berlin Zoo bei.
Zahlreiche Lieder von Airmax Muzik haben internationale Produktionen als Grundlage. So wurden unter anderem der Beat von One Blood des Rappers The Game für den Titel Blutbad, der Beat von Gard la pêche von Booba für das Lied LMS, der Clap Back-Beat von Ja Rule für den Titel Clap Clap (Ein Messer im Bauch), der Beat des D12-Stücks Fight Music für das Lied Airmax Muzik und der Beat von I'll Whip Ya Head Boy von 50 Cent für das Musikstück Fick dich, bezahl mich verwendet. Auch die Beats der Titel 100 Bars und Ich ticke am Block stammen von G Unit. Aus dem deutschen Raum hat Fler den von Paul NZA produzierten Beat des Lieds Ihr habt uns so gemacht, welches auf dem Album Ich erschienen ist, für seinen Titel Das is los! übernommen.

## Illustration
Das Cover des Mixtapes zeigt Fler, der vor einer mit Graffiti besprühten Mauer steht. Im Hintergrund ist eine weitere Mauer, ein Stück einer Brücke und ein Hochhaus zu sehen. Der Rapper steht im Mittelpunkt des Covers und ist nahezu komplett aufgenommen. Die Aufnahme wurde aus der Froschperspektive gemacht. Fler trägt eine Jeans, Nike-Schuhe und eine Lederjacke und winkelt sein rechtes Bein an der Mauer an. Der Blick des Rappers geht über die Kamera hinweg und seine rechte Hand hält diverse Geldscheine. Über das Foto steht in roter an Graffiti erinnernden Schrift AIRMAX MUZIK. In der rechten oberen Ecke ist Flers Logo zu sehen. Der auf jedem Tonträger von Aggro Berlin zu findende Verbraucherhinweis ist in der linken unteren Ecke zu sehen.

## Vermarktung

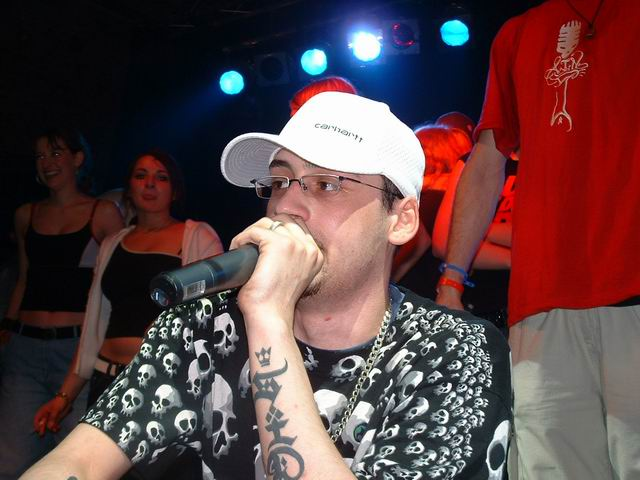
Sido, der auf dem Lied Was is Beef? vertreten ist

Zu Airmax Muzik wurden zwei Videos produziert. Der erste Clip wurde zu dem Lied Was is Beef?, auf welchem Alpa Gun und Sido vertreten sind, gedreht. Neben den Interpreten des Liedes treten auch die Rap-Künstler Smoky, Tony D und G-Hot im Video auf. Der Videoclip besteht aus Szenen, in denen Sido, Alpa und Fler vor schwarzem oder weißem Hintergrund stehen und Aufnahmen vor dem Downstairs-Geschäft in Berlin. Obwohl der Videoclip ursprünglich nur als Download zur Verfügung stehen sollte, bekam Fler am 30. Januar 2007 die Gelegenheit das Video in der Fernsehsendung MTV Urban vorzustellen. Das zweite Video wurde zu Das is los! gedreht. Das Stück beinhaltet Gastbeiträge von Bass Sultan Hengzt und Alpa Gun, welche auch im Video mitspielen. Auch Sido und einige weitere Protagonisten sind im Video zu sehen. Beide Videos wurden in Flers Eigenregie gedreht.
Im April 2007 war Fler auf Tournee. Diese trug den Titel Airmax Muzik Tour Austria. Fler präsentierte dabei sein Mixtape in den österreichischen Städten Graz, Klagenfurt und Wien. Als Unterstützung haben DJ Desue, G-Hot und DJ Manny Marc Fler begleitet. Im Mai sollte Fler auch einige Konzerte in Deutschland und der Schweiz geben. Die Tour musste aus Krankheitsgründen abgesagt werden.

## Rezeption

### Chartplatzierungen
Airmax Muzik stieg in der achten Kalenderwoche des Jahrs 2007 auf Platz 13 der Album-Charts ein. In den folgenden Wochen belegte der Tonträger die Positionen 60, 68 und 74, bevor er die Charts verließ.
Laut Aussage von Fler, wurde Airmax Muzik häufiger vorbestellt als sein reguläres Album Trendsetter. Die Trendcharts des ersten Verkaufstages besagten, dass Airmax Muzik in den Album-Charts Platz 6 belegt, am zweiten Verkaufstag lag das Mixtape auf Position 20.
In der März-Ausgabe 2008 des Hip-Hop-Magazins Juice wurde Airmax Muzik im Rahmen der Juice Awards von den Lesern der Zeitschrift auf Platz 1 in der Kategorie Mixtape National gewählt.

### Kritik
| Professionelle Bewertungen | Professionelle Bewertungen |
| -------------------------- | -------------------------- |
| Kritiken                   |                            |
| Quelle                     | Bewertung                  |
| laut.de                    | [ 5 ]                      |

Die Internetseite Laut.de bewertete Airmax Muzik mit zwei von möglichen fünf Bewertungspunkten. In der Rezension werden diverse Aspekte des Tonträgers negativ kritisiert. So wirft der zuständige Redakteur Philipp Gässlein Fler fehlende Kreativität bei der Gestaltung der Reime vor und bemängelt, dass Fler auf dem Lied LMS sein Vorbild Kool Savas zwar kopiert, dabei aber dessen technisches Niveau nicht erreichen kann.

„Gerade dann, wenn man wieder entnervt den Richthammer schwingen und zugeben will, dass jedwede Kritik an Fler so sinnvoll ist, wie einem Goldfisch freestylerappen beibringen zu wollen, da der Mann sich ja gar nicht verbessern will - gerade dann kommt "Wie Ein Adler" und walzt mich völlig platt. Warum […] zeigt uns Fler nicht öfter, dass er so was drauf hat? Fein gereimt, nahegehender Text, astreiner Beat, und die Hook von Shizoe passt so gut wie Flers proklamierter Riesenpuller in einen Westberliner U-Bahn-Tunnel. […] Dieses Level erreicht Fler leider auf dem Release nicht mehr, aber ich muss ihm attestieren, dass er sich doch einige Mühe gibt. "100 Bars" ist wirklich nett, und auf Teil zwei disst er mit "Scheiß auf Billshido, ErsguterTokioHotel / ihr fallt jetzt reihenweise um, wie bei Domino Day" so treffend wie im ganzen Leidensweg mit Eko Fresh nicht.“